# Distretto di Aïn El Turk
Il distretto di Aïn El Turk è un distretto della provincia di Orano, in Algeria.

## Comuni
Il distretto di Aïn El Turk comprende 4 comuni:
- Aïn El Turk
- Bousfer
- El Ançor
- Mers El Kébir

| Controllo di autorità | VIAF (EN) 86148570792324312931 |